# Smoljan
Smoljan (bolgarsko Смолян) je glavno mesto oblasti Smoljan v osrednji južni Bolgariji, ki leži v sredini gorovja Rodopi. Znano zimsko športno središče Pamporovo je v bližini mesta.
Leta 2011 je mesto imelo 30.642 prebivalcev.